# Gymnodoris
Genre
Gymnodoris est un genre de mollusques nudibranches de la famille des Gymnodorididae.
Ce genre a été décrit pour la première fois en 1855 par le malacologiste américain William Stimpson (1832-1872).
Ce sont pour la plupart des nudibranches carnivores, qui se nourrissent notamment d'autres nudibranches et limaces de mer.

## Liste d'espèces
Selon World Register of Marine Species (17 juin 2014) :
- Gymnodoris alba (Bergh, 1877)
- Gymnodoris amakusana (Baba, 1996)
- Gymnodoris arnoldi (Burn, 1957)
- Gymnodoris aurita (Gould, 1852)
- Gymnodoris bicolor (Alder & Hancock, 1864)
- Gymnodoris ceylonica (Kelaart, 1858)
- Gymnodoris citrina (Bergh, 1877)
- Gymnodoris coccinea (Eliot, 1904)
- Gymnodoris concinna (Abraham, 1876)
- Gymnodoris impudica (Rüppell & Leuckart, 1830)
- Gymnodoris inariensis Hamatani & Osumi, 2004
- Gymnodoris inornata (Bergh, 1880)
- Gymnodoris maculata Stimpson, 1855
- Gymnodoris nigricolor Baba, 1960
- Gymnodoris okinawae Baba, 1936
- Gymnodoris pattani Swennen, 1996
- Gymnodoris plebeia (Bergh, 1877)
- Gymnodoris striata (Eliot, 1908)
- Gymnodoris subflava Baba, 1949
- Gymnodoris subornata Baba, 1960

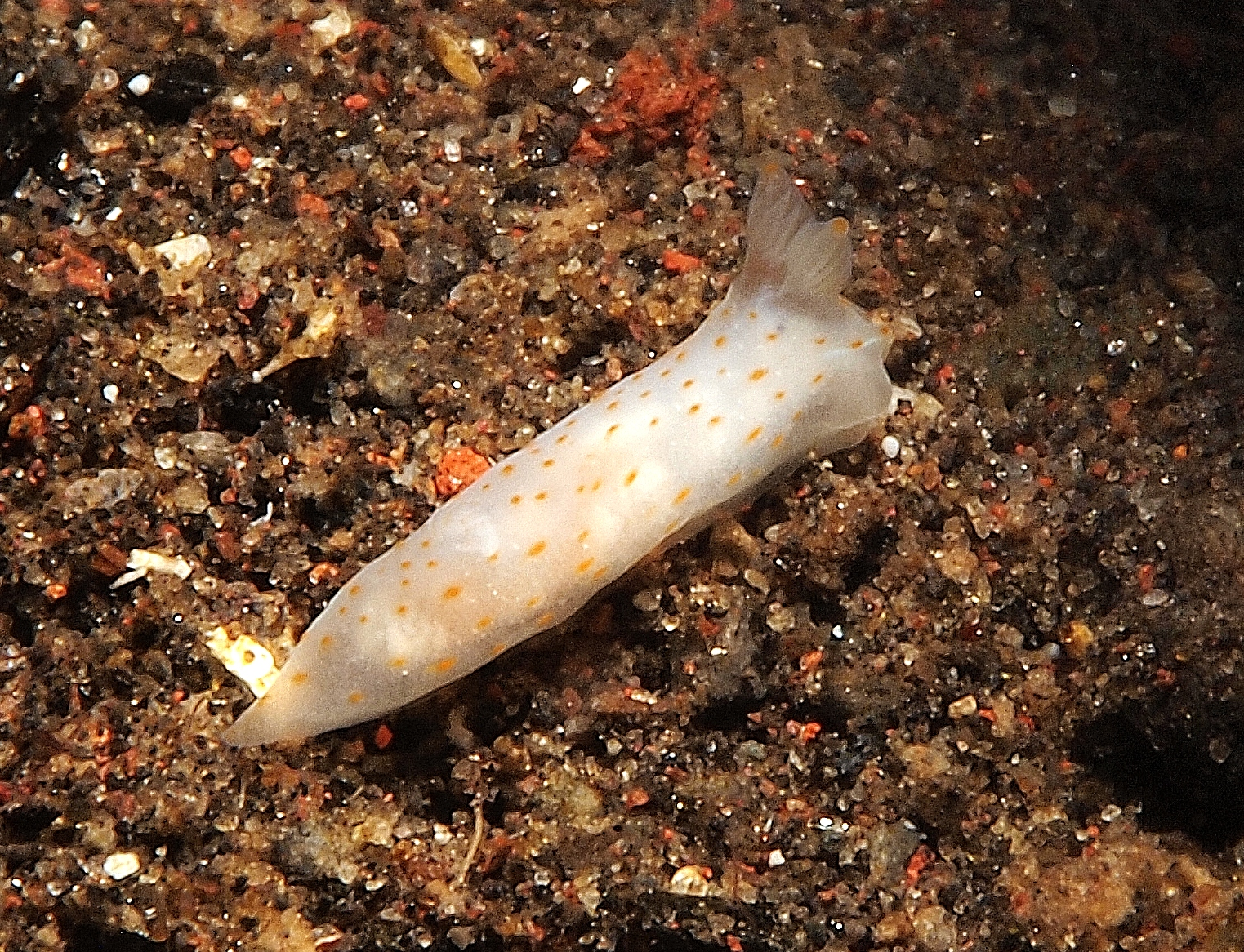
Gymnodoris alba
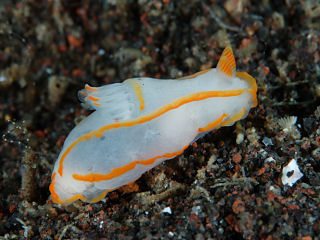
Gymnodoris amakusana
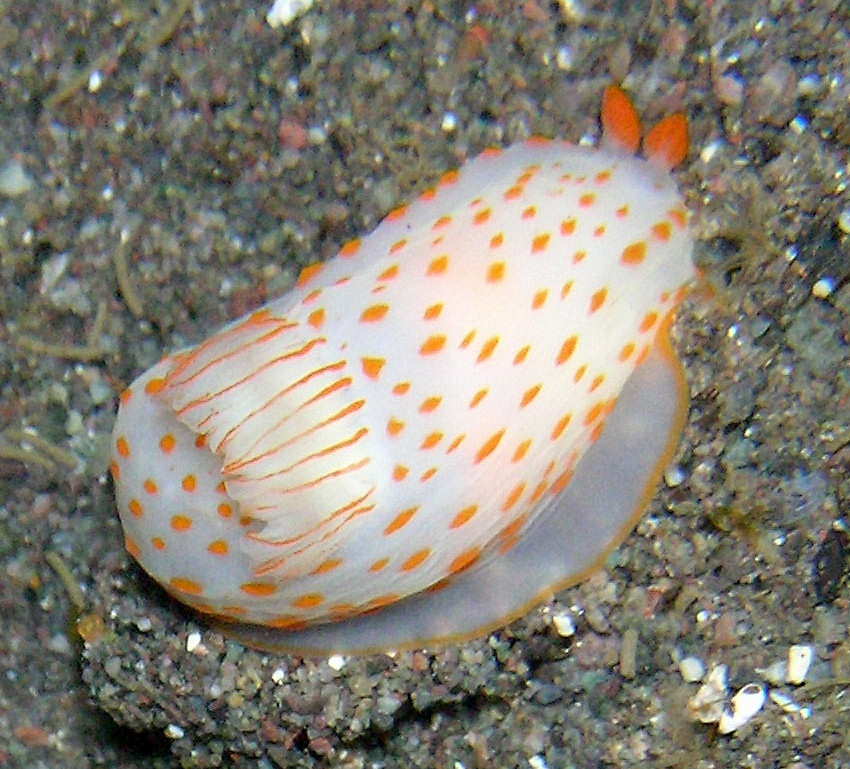
Gymnodoris ceylonica
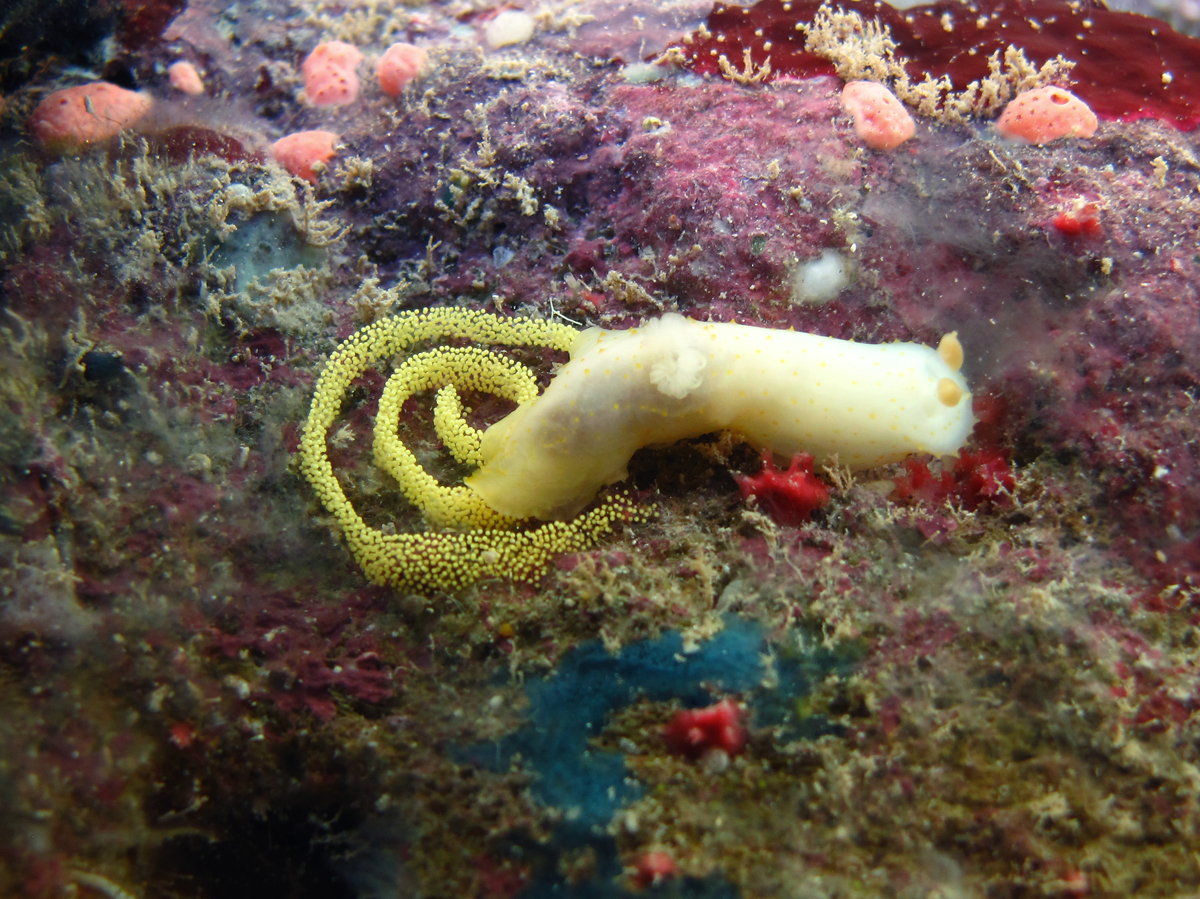
Gymnodoris citrina achevant de pondre
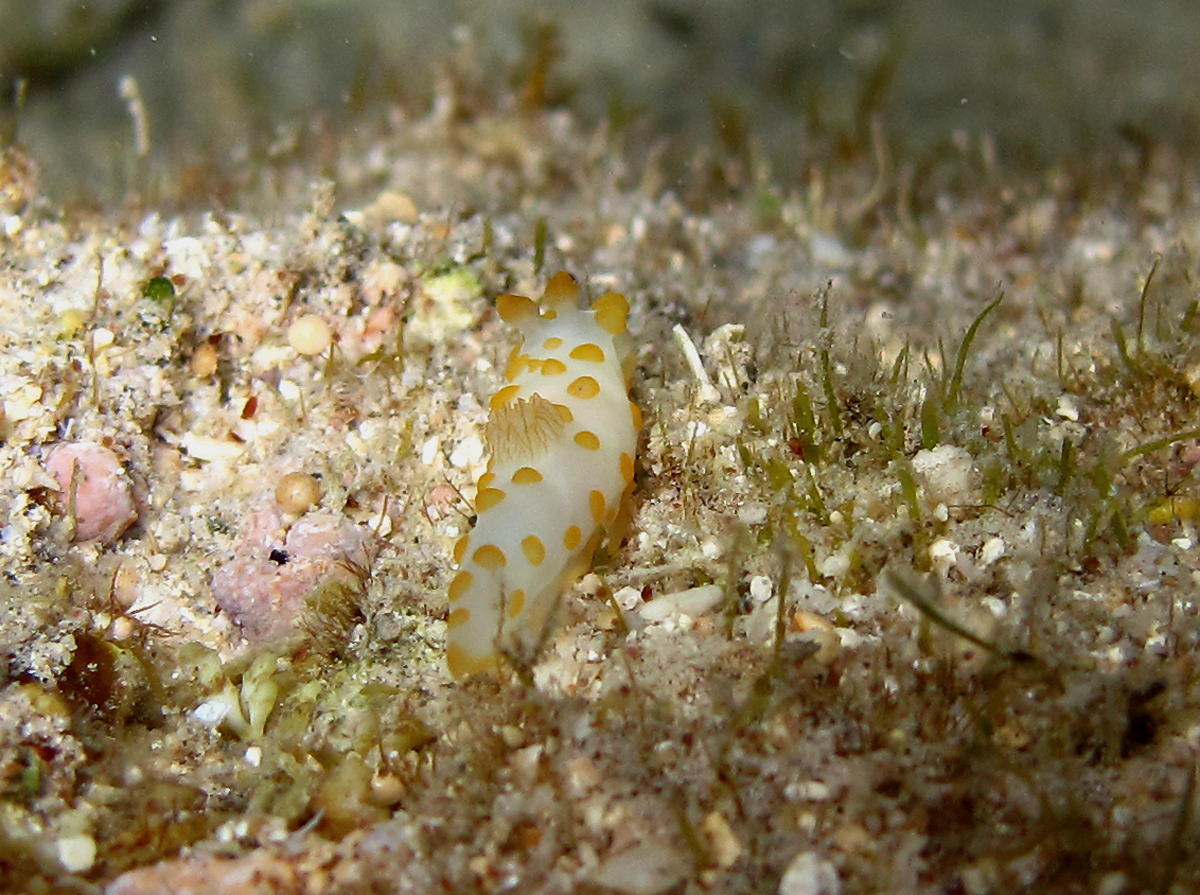
Gymnodoris impudica
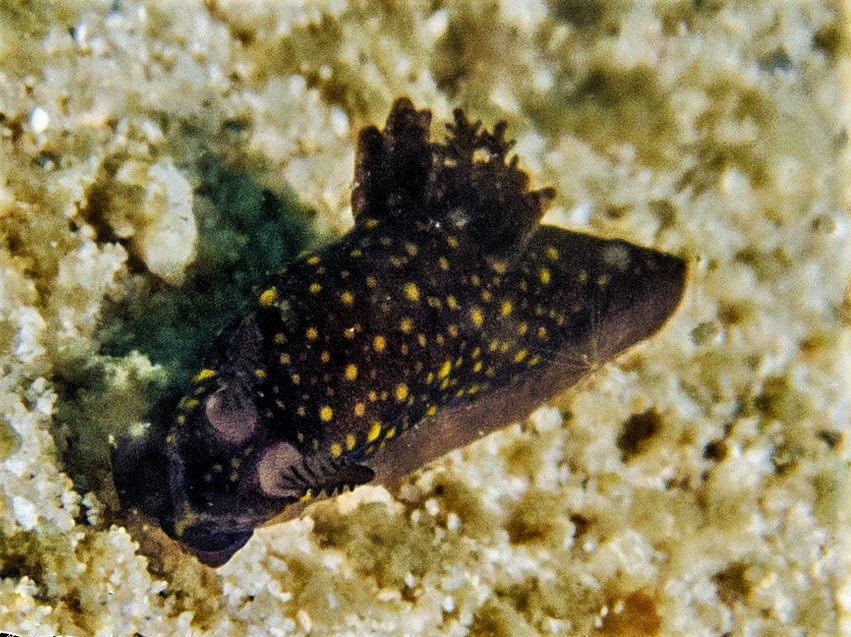
Gymnodoris nigricolor
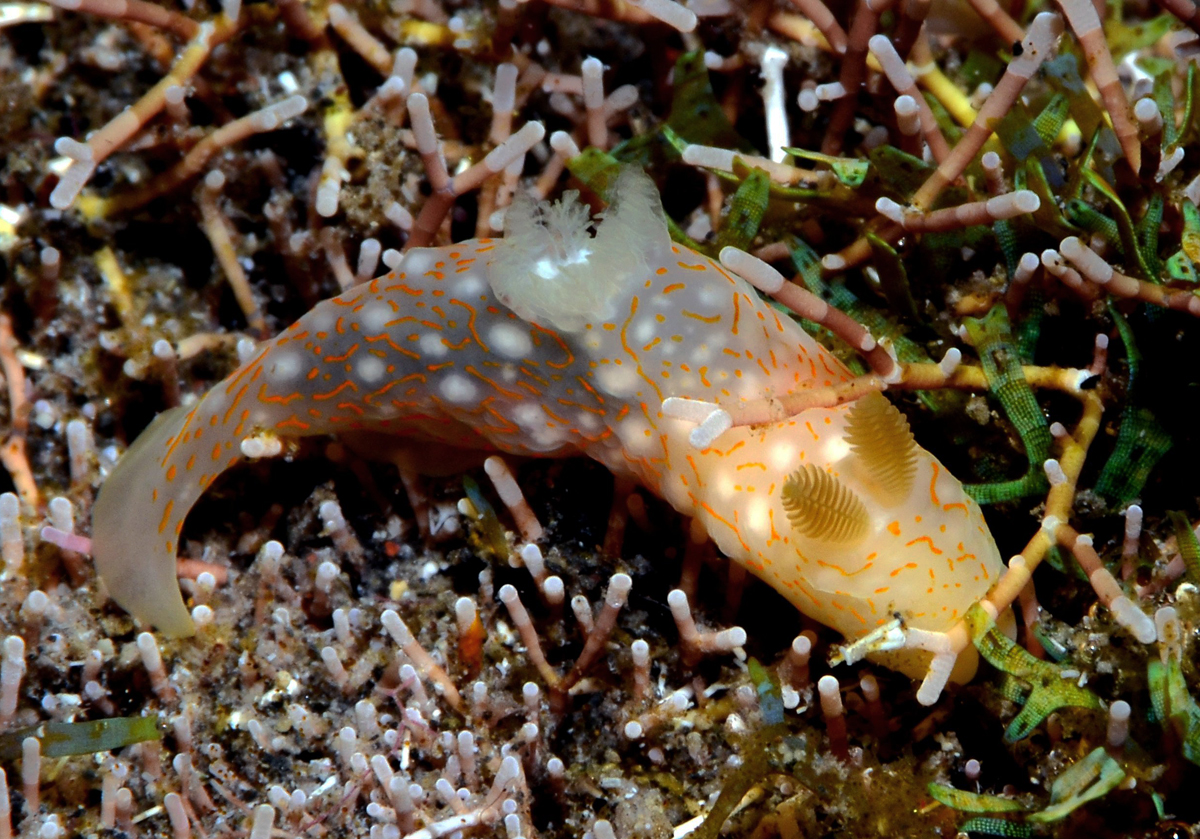
Gymnodoris okinawae
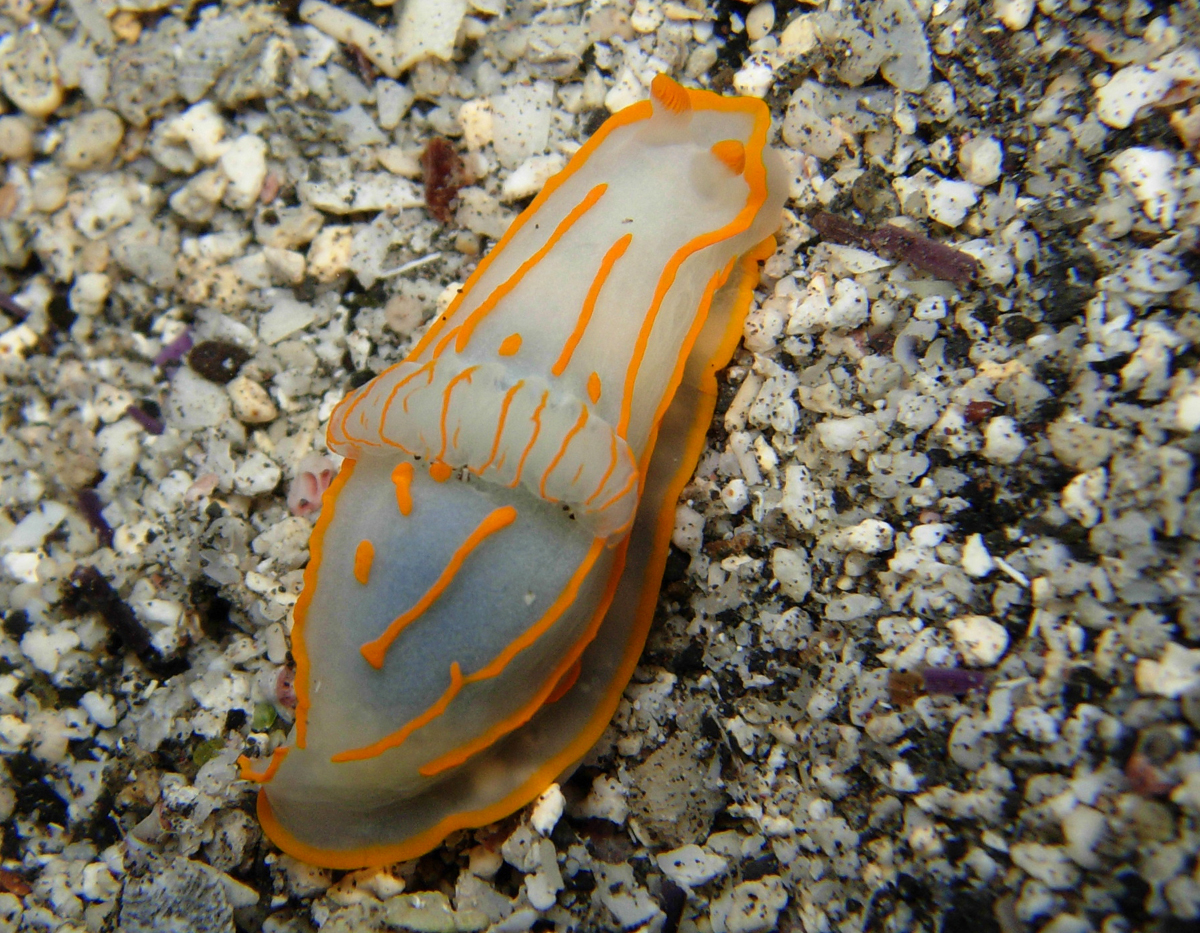
Gymnodoris striata
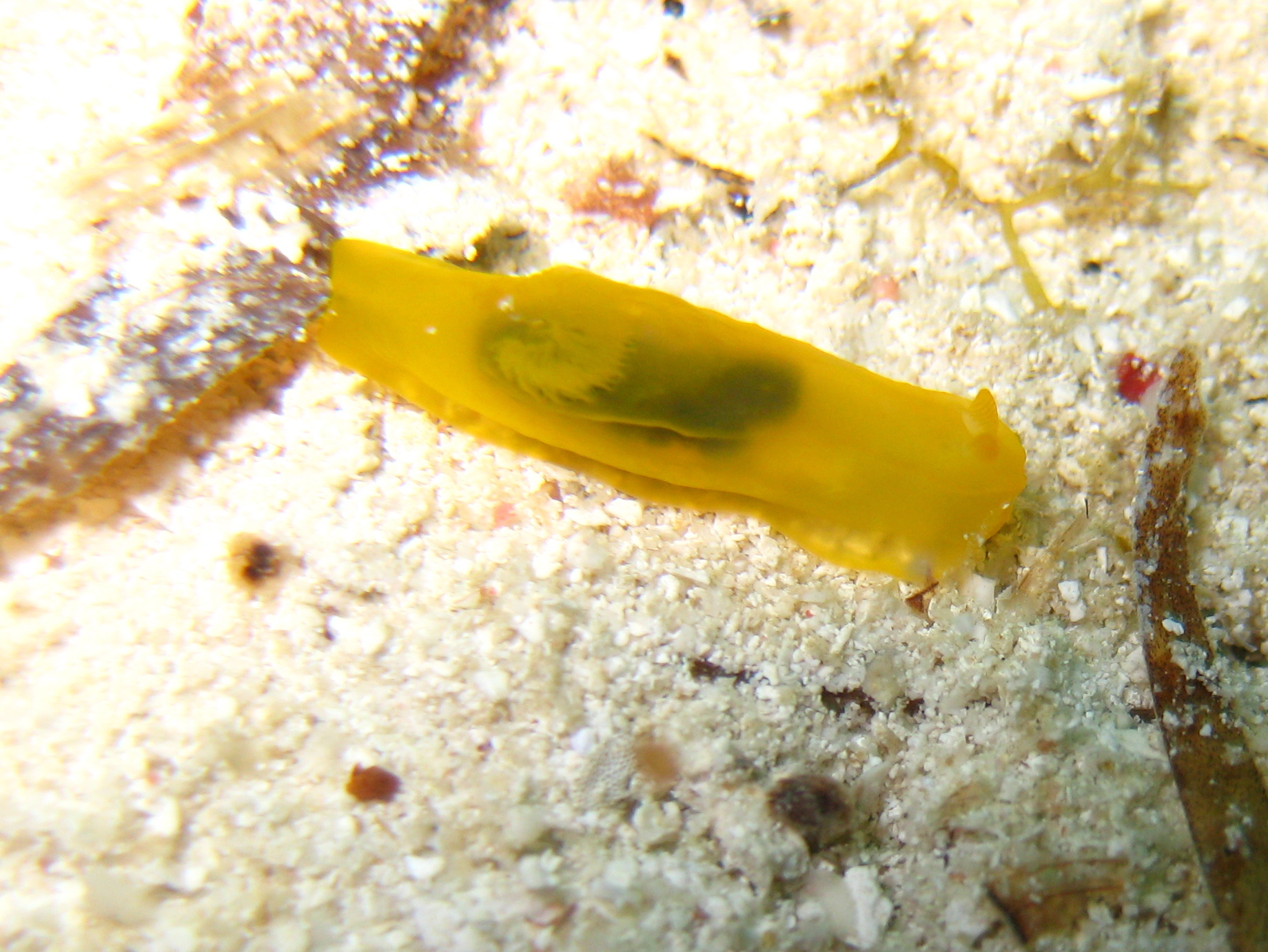
Gymnodoris subflava
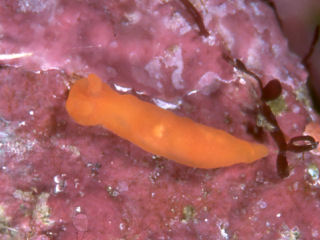
Gymnodoris subornata